# جزيرة غينيا
جزيرة غينيا أو جزيرة جوانا هي جزيرة تقع قبالة الساحل الشمالي الشرقي لأنتيغوا، بين شبه الجزيرة برهام وجزيرة كرامب. تشكل الساحل الجنوبي للجهة الشمالية، وتعتبر رابع أكبر جزيرة في أنتيغوا وبربودا-أنتيغوا وباربودا. وتعود ملكية الجزيرة إلى ألين ستانفورد، الذي أدين بالاحتيال في الولايات المتحدة. وكانت حكومة أنتيغوا قادرة على تأمين استثمارات بمليارات الدولارات في مشروع جزيرة غينيا من المطورين الصينيين.
وهي تعتبر ملجأ للأيل الأسمر وحيوانات أنتيغوا الوطنية.